# Superliga de Suiza 2024-25
La Superliga de Suiza 2024-25 por motivos de patrocinio Credit Suisse Super League fue la 128.ª temporada de la Superliga de Suiza, la máxima categoría del fútbol profesional en Suiza. El torneo comenzó el 20 de julio de 2024 y finalizó el 24 de mayo de 2025. Se contempla un receso de invierno entre el 15 de diciembre de 2024 y el 18 de enero de 2025.
El BSC Young Boys de la ciudad de Berna fue el campeón defensor tras ganar su decimoséptimo título de su historia la temporada pasada.

## Formato
Desde el cambio de nombre y la reestructuración de la Liga Nacional A a la Superliga, a partir de la temporada 2003-04, la liga se ha estado ejecutando bajo el mismo formato y la misma cantidad de equipos. Esta temporada se mantendrá el formato introducido durante la edición 2023-24. También vuelve a tener doce equipos la máxima categoría.
La temporada se divide en dos fases:
En una primera fase los doce equipos se enfrentan tres veces entre sí, para un total de 33 jornadas. Posteriormente la liga se divide en dos grupos de seis cada uno, un grupo de campeonato y un grupo de descenso.
Cada equipo jugará contra todos los demás equipos de su grupo una vez (cinco partidos cada uno), para un total de 38 jornadas.
El grupo del campeonato jugará por el título de campeón de fútbol suizo y la clasificación para los campeonatos europeos.
El grupo de descenso jugará contra el descenso (último lugar) y la clasificación para el desempate de descenso (penúltimo lugar).
Los puntos ganados en la primera fase se transfieren a la segunda fase.

## Ascensos y descensos
El campeón de la Challenge League, FC Sion volvió a la Superliga de Suiza luego de un año de ausencia, siendo además el único equipo en promocionar de categoría, ya que el FC Thun perdió la promoción de ascenso ante el Grasshopper Zürich. Por otro lado, el FC Stade Lausanne Ouchy, fue el club relegado de la máxima categoría.
| Pos. | Descendido de la Superliga de Suiza 2023-24 |
| ---- | ------------------------------------------- |
| 12.º | FC Stade Lausanne Ouchy                     |

| Pos. | Ascendido de la Challenge League 2023-24 |
| ---- | ---------------------------------------- |
| 1.º  | FC Sion                                  |

## Equipos participantes
| Club               | Ciudad            | Entrenador              | Estadio                      | Capacidad |
| ------------------ | ----------------- | ----------------------- | ---------------------------- | --------- |
| FC Basilea         | Basilea           | Fabio Celestini         | St. Jakob-Park               | 38 512    |
| Grasshopper Zúrich | Zúrich            | Marco Schällibaum       | Stadion Letzigrund           | 26 104    |
| FC Lausanne-Sport  | Lausana           | Ludovic Magnin          | Stade de la Tuilière         | 12 544    |
| FC Lucerna         | Lucerna           | Mario Frick             | Swissporarena                | 17 000    |
| FC Lugano          | Lugano            | Mattia Croci Torti      | Stadio Comunale di Cornaredo | 6390      |
| Servette FC        | Ginebra           | Thomas Häberli          | Stade de Genève              | 30 084    |
| FC Sion            | Sion              | Didier Tholot           | Stade de Tourbillon          | 14 283    |
| FC San Galo        | San Galo          | Enrico Maaßen           | Kybunpark                    | 19 568    |
| FC Winterthur      | Winterthur        | Ognjen Zarić            | Stadion Schützenwiese        | 9400      |
| BSC Young Boys     | Berna             | Patrick Rahmen          | Stadion Wankdorf             | 31 783    |
| Yverdon Sport FC   | Yverdon-les-Bains | Alessandro Mangiarratti | Stade Municipal de Yverdon   | 8200      |
| FC Zúrich          | Zúrich            | Ricardo Moniz           | Stadion Letzigrund           | 26 104    |

## Primera fase

### Tabla de posiciones
| Pos. | Equipo             | Pts. | PJ | G  | E  | P  | GF | GC | Dif. | Clasificación 2024-25 |
| ---- | ------------------ | ---- | -- | -- | -- | -- | -- | -- | ---- | --------------------- |
| 1    | FC Basilea         | 61   | 33 | 18 | 7  | 8  | 72 | 32 | +40  | Ronda de campeonato   |
| 2    | Servette FC        | 55   | 33 | 15 | 10 | 8  | 52 | 43 | +9   | Ronda de campeonato   |
| 3    | BSC Young Boys     | 53   | 33 | 15 | 8  | 10 | 49 | 42 | +7   | Ronda de campeonato   |
| 4    | FC Luzern          | 51   | 33 | 14 | 9  | 10 | 61 | 51 | +10  | Ronda de campeonato   |
| 5    | FC Lugano          | 49   | 33 | 14 | 7  | 12 | 48 | 47 | +1   | Ronda de campeonato   |
| 6    | Lausanne-Sport     | 47   | 33 | 13 | 8  | 12 | 52 | 44 | +8   | Ronda de campeonato   |
| 7    | FC St. Gallen      | 47   | 33 | 12 | 11 | 10 | 46 | 44 | +2   | Ronda de descenso     |
| 8    | FC Zürich          | 47   | 33 | 13 | 8  | 12 | 44 | 48 | −4   | Ronda de descenso     |
| 9    | FC Sion            | 36   | 33 | 9  | 9  | 15 | 42 | 50 | −8   | Ronda de descenso     |
| 10   | Grasshopper Zürich | 33   | 33 | 7  | 12 | 14 | 35 | 46 | −11  | Ronda de descenso     |
| 11   | Yverdon-Sport FC   | 33   | 33 | 8  | 9  | 16 | 33 | 57 | −24  | Ronda de descenso     |
| 12   | FC Winterthur      | 30   | 33 | 8  | 6  | 19 | 31 | 61 | −30  | Ronda de descenso     |

Actualizado a los partidos jugados el 21 de abril de 2025.
 Fuente: Swiss Super League
Criterios de clasificación: 1) Puntos; 2) diferencia de goles; 3) goles marcados; 4) diferencia de gol directa; 5) goles de visita; 6) Sorteo.

### Resultados
Cada equipo juega de ida y vuelta contra todos los demás equipos de la liga, además de once partidos adicionales, sumando un total de 33 partidos.
| Local \ Visitante  | BAS | GCZ | LS  | LUG | LUZ | SER | SIO | STG | WIN | YB  | YS  | ZUR |
| ------------------ | --- | --- | --- | --- | --- | --- | --- | --- | --- | --- | --- | --- |
| FC Basilea         | —   | 0–1 | 1–1 | 1–2 | 2–1 | 3–1 | 4–1 | 2–1 | 5–0 | 1–0 | 2–0 | 0–2 |
| Grasshopper Zürich | 0–3 | —   | 2–2 | 1–1 | 2–2 | 2–2 | 3–1 | 1–2 | 1–1 | 0–0 | 1–1 | 1–2 |
| Lausanne-Sport     | 3–2 | 3–0 | —   | 1–2 | 0–0 | 1–0 | 1–0 | 3–4 | 2–0 | 1–2 | 3–1 | 3–0 |
| FC Lugano          | 2–2 | 2–1 | 1–4 | —   | 2–3 | 3–1 | 3–2 | 1–1 | 2–1 | 2–0 | 2–0 | 4–1 |
| FC Lucerna         | 1–0 | 2–0 | 2–2 | 1–4 | —   | 1–2 | 1–0 | 2–0 | 3–0 | 1–1 | 2–3 | 3–1 |
| Servette FC        | 0–6 | 1–1 | 1–0 | 3–0 | 2–2 | —   | 3–0 | 1–1 | 1–1 | 3–1 | 3–2 | 1–1 |
| FC Sion            | 1–1 | 0–1 | 4–0 | 0–0 | 4–2 | 3–3 | —   | 2–2 | 2–0 | 3–0 | 1–1 | 0–2 |
| FC St. Gallen      | 1–1 | 1–0 | 3–2 | 2–1 | 2–3 | 1–1 | 1–1 | —   | 2–2 | 4–0 | 0–0 | 4–1 |
| FC Winterthur      | 1–6 | 1–0 | 1–0 | 2–3 | 3–4 | 0–1 | 1–3 | 1–0 | —   | 1–4 | 0–0 | 0–2 |
| BSC Young Boys     | 3–2 | 0–1 | 1–1 | 2–1 | 2–1 | 2–1 | 1–2 | 3–1 | 0–0 | —   | 6–1 | 2–2 |
| Yverdon-Sport FC   | 1–4 | 2–1 | 0–3 | 2–0 | 0–1 | 0–0 | 0–1 | 1–0 | 3–0 | 2–2 | —   | 0–2 |
| FC Zürich          | 0–1 | 1–1 | 2–0 | 1–1 | 1–1 | 1–3 | 1–0 | 0–2 | 4–2 | 0–0 | 1–0 | —   |

| Local \ Visitante  | BAS | GCZ | LS  | LUG | LUZ | SER | SIO | STG | WIN | YB  | YS  | ZUR |
| ------------------ | --- | --- | --- | --- | --- | --- | --- | --- | --- | --- | --- | --- |
| FC Basilea         | —   | 2–1 | 1–1 | 2–0 | —   | —   | 2–0 | —   | —   | 1–2 | 5–0 | —   |
| Grasshopper Zürich | —   | —   | —   | —   | 3–1 | 1–2 | 1–1 | —   | 0–1 | 1–0 | —   | 1–2 |
| Lausanne-Sport     | —   | 2–2 | —   | 2–0 | 1–4 | 0–1 | 2–0 | —   | —   | —   | 4–1 | —   |
| FC Lugano          | —   | 1–1 | —   | —   | 2–0 | 0–2 | —   | 1–1 | 2–1 | —   | —   | 0–3 |
| FC Lucerna         | 1–1 | —   | —   | —   | —   | —   | 2–1 | 1–1 | 3–2 | 5–0 | —   | —   |
| Servette FC        | 2–1 | —   | —   | —   | 2–1 | —   | —   | —   | 3–1 | 0–1 | 2–3 | —   |
| FC Sion            | —   | —   | —   | 2–1 | —   | 1–1 | —   | —   | 1–2 | —   | 1–1 | 2–1 |
| FC St. Gallen      | 2–2 | 3–1 | 0–2 | —   | —   | 1–0 | 2–1 | —   | —   | —   | —   | —   |
| FC Winterthur      | 0–2 | —   | 1–0 | —   | —   | —   | —   | 4–0 | —   | 1–0 | —   | 0–0 |
| BSC Young Boys     | —   | —   | 3–0 | 1–0 | —   | —   | 5–1 | 1–0 | —   | —   | 1–1 | 2–1 |
| Yverdon-Sport FC   | —   | 1–2 | —   | 0–2 | 2–2 | —   | —   | 1–0 | 2–1 | —   | —   | —   |
| FC Zürich          | 0–4 | —   | 2–2 | —   | 3–2 | 1–3 | —   | 1–2 | —   | —   | 2–1 | —   |

## Ronda de campeonato
| Pos. | Equipo         | Pts. | PJ | G  | E  | P  | GF | GC | Dif. | Clasificación 2025-26                     |
| ---- | -------------- | ---- | -- | -- | -- | -- | -- | -- | ---- | ----------------------------------------- |
| 1    | FC Basilea (C) | 73   | 38 | 22 | 7  | 9  | 80 | 44 | +36  | Ronda de play-off de la Liga de Campeones |
| 2    | Servette FC    | 63   | 38 | 17 | 12 | 9  | 64 | 54 | +10  | Segunda ronda de la Liga de Campeones     |
| 3    | BSC Young Boys | 61   | 38 | 17 | 10 | 11 | 60 | 50 | +10  | Ronda de play-off de la Liga Europa       |
| 4    | FC Lugano      | 54   | 38 | 15 | 9  | 14 | 55 | 57 | −2   | Segunda ronda de la Liga Europa           |
| 5    | Lausanne-Sport | 53   | 38 | 14 | 11 | 13 | 62 | 54 | +8   | Segunda ronda de la Liga Conferencia      |
| 6    | FC Luzern      | 52   | 38 | 14 | 10 | 14 | 66 | 64 | +2   |                                           |

Actualizado a los partidos jugados el 24 de mayo de 2025.
 Fuente: Swiss Super League, Soccerway
Criterios de clasificación: 1) Puntos; 2) diferencia de goles; 3) goles marcados; 4) diferencia de gol directa; 5) goles de visita; 6) Sorteo.

## Ronda de descenso
| Pos. | Equipo                 | Pts. | PJ | G  | E  | P  | GF | GC | Dif. | Clasificación 2025-26                     |
| ---- | ---------------------- | ---- | -- | -- | -- | -- | -- | -- | ---- | ----------------------------------------- |
| 1    | FC Zürich              | 53   | 38 | 15 | 8  | 15 | 56 | 57 | −1   |                                           |
| 2    | FC St. Gallen          | 52   | 38 | 13 | 13 | 12 | 52 | 53 | −1   |                                           |
| 3    | FC Sion                | 44   | 38 | 11 | 11 | 16 | 47 | 57 | −10  |                                           |
| 4    | FC Winterthur          | 40   | 38 | 11 | 7  | 20 | 43 | 68 | −25  |                                           |
| 5    | Grasshopper Zürich (O) | 39   | 38 | 9  | 12 | 17 | 43 | 53 | −10  | Clasifica a Play-off Ascenso-Descenso     |
| 6    | Yverdon-Sport FC (D)   | 39   | 38 | 9  | 12 | 17 | 40 | 68 | −28  | Descenso a Swiss Challenge League 2025-26 |

Actualizado a los partidos jugados el 22 de mayo de 2025.
 Fuente: Swiss Super League
Criterios de clasificación: 1) Puntos; 2) diferencia de goles; 3) goles marcados; 4) diferencia de gol directa; 5) goles de visita; 6) Sorteo.

## Play-offs Ascenso-descenso
| 27 de mayo de 2025 | Grasshopper Zürich | 4:0 (2:0) | Aarau | Letzigrund, Zúrich |  |
| 20:30 (CEST)       |                    |           |       |                    |  |

| 30 de mayo de 2025 | Aarau | 1:0 (0:0) | Grasshopper Zürich | Stadion Brügglifeld, Aarau |  |
| 20:30 (CEST)       |       |           |                    |                            |  |

## Máximos goleadores
Actualizado el 24 de mayo de 2025.
| Pos. | Jugador             | Club        | Goles |
| ---- | ------------------- | ----------- | ----- |
| 1    | Xherdan Shaqiri     | FC Basilea  | 18    |
| 2    | Dereck Kutesa       | Servette FC | 15    |
| 3    | Miroslav Stevanović | Servette FC | 14    |
| 3    | Willem Geubbels     | St. Gallen  | 14    |
| 5    | Bénie Traoré        | FC Basilea  | 13    |
| 5    | Kevin Carlos        | FC Basilea  | 13    |

## Challenge League

### Estadios y localización
| Club                    | Ciudad       | Estadio                        | Capacidad |
| ----------------------- | ------------ | ------------------------------ | --------- |
| FC Aarau                | Aarau        | Stadion Brügglifeld            | 8,000     |
| AC Bellinzona           | Bellinzona   | Stadio Comunale Bellinzona     | 5,000     |
| Étoile Carouge FC       | Carouge      | Stade de la Fontenette         | 7,800     |
| Neuchâtel Xamax FCS     | Neuchâtel    | Stade de la Maladière          | 11,997    |
| FC Schaffhausen         | Schaffhausen | Berformance Arena              | 8,200     |
| FC Stade Lausanne-Ouchy | Lausanne     | Stade Olympique de la Pontaise | 15,850    |
| FC Stade Nyonnais       | Nyon         | Centre Sportif de Colovray     | 7,200     |
| FC Thun                 | Thun         | Stockhorn Arena                | 10,014    |
| FC Vaduz                | Vaduz        | Rheinpark Stadion              | 7,584     |
| FC Wil 1900             | Wil          | Stadion Bergholz               | 6,958     |

### Tabla de posiciones
| Pos. | Equipo                  | Pts. | PJ | G  | E  | P  | GF | GC | Dif. | Ascenso o clasificación              |
| ---- | ----------------------- | ---- | -- | -- | -- | -- | -- | -- | ---- | ------------------------------------ |
| 1    | FC Thun (A, C)          | 72   | 36 | 21 | 9  | 6  | 70 | 39 | +31  | Ascenso a Superliga de Suiza 2025-26 |
| 2    | FC Aarau                | 61   | 36 | 16 | 13 | 7  | 63 | 45 | +18  | Play-offs Ascenso-descenso           |
| 3    | Étoile Carouge FC       | 54   | 36 | 15 | 9  | 12 | 58 | 47 | +11  |                                      |
| 4    | FC Stade Lausanne Ouchy | 53   | 36 | 14 | 11 | 11 | 54 | 43 | +11  |                                      |
| 5    | FC Wil                  | 53   | 36 | 14 | 11 | 11 | 60 | 55 | +5   |                                      |
| 6    | FC Vaduz                | 51   | 36 | 13 | 12 | 11 | 48 | 49 | −1   | Segunda ronda de la Liga Conferencia |
| 7    | AC Bellinzona           | 44   | 36 | 11 | 11 | 14 | 46 | 59 | −13  |                                      |
| 8    | Neuchâtel Xamax FCS     | 41   | 36 | 12 | 5  | 19 | 57 | 65 | −8   |                                      |
| 9    | FC Stade Nyonnais       | 36   | 36 | 10 | 6  | 20 | 44 | 69 | −25  |                                      |
| 10   | FC Schaffhausen (D)     | 25   | 36 | 7  | 7  | 22 | 40 | 69 | −29  | Descenso a Swiss Promotion League    |

 Fuente: Swiss Challenge League
Criterios de clasificación: 1) Puntos; 2) Diferencia de goles; 3) Goles marcados; 4) Diferencia de goles en cabeza a cabeza; 5) Goles de visitante marcados; 6) Sorteo.
Notas:
1. ↑  FC Vaduz se clasificó para la Segunda ronda de la Liga Conferencia al ganar la Copa de Liechtenstein